# Leersia sayanuka
Leersia sayanuka là một loài thực vật có hoa trong họ Hòa thảo. Loài này được Ohwi mô tả khoa học đầu tiên năm 1938.